# سابرینا گریگوریان
سابرینا مارکوسی گریگوریان (ارمنی: Սաբրինա Մարկոսի Գրիգորյան؛ انگلیسی: Sabrinā Grigoriān زاده ۲۸ ژوئیه ۱۹۵۶ – درگذشته ژوئن ۱۹۸۶) یک بازیگر تئاتر ارمنی بود.

## زندگی‌نامه
والدین وی مارکو گریگوریان بازیگر و نقاش سرشناس ایرانی ارمنی‌تبار و فلورا آدامیان بودند. سابرینا در «مدرسه موسیقی و درامای گیلدهال» تحصیل نمود. وی در ژوئن ۱۹۸۶ در سن ۲۹ سالگی بر اثر حمله قلبی در نیویورک سیتی درگذشت. پدرش در سال ۱۹۹۳ به یاد وی موزه هنری خاور نزدیک را در ایروان پایتخت جمهوری ارمنستان افتتاح نمود.